# Eriostemon australasius
Espèce
Classification phylogénétique
Eriostemon australasius est une espèce de plantes à fleur de la famille des Rutaceae (famille des agrumes). C'est un arbuste originaire de l'est de l'Australie.
Il est commun en Nouvelle-Galles du Sud et au Queensland, le long de la côte est de l'Australie. C'est l'une des plantes à fleurs les plus spectaculaires de Sydney en fin d'hiver et au début du printemps.
Il pousse dans les landes et les bois d'eucalyptus pouvant atteindre jusqu'à 1,5 m de hauteur et possède des feuilles vert grisâtre. Il a d'abord été décrit par Christiaan Hendrik Persoon dans son Synopsis Plantarum en 1805. C'est l'espèce type du genre Eriostemon et c'est pourquoi il a été conservé dans ce genre quand il a été constaté ne pas être étroitement lié à la plupart des autres espèces du genre qui ont toutes été transférées dans le nouveau genre Philotheca.
Les petites tiges se détachent des grosses avec un angle important, et les feuilles étroites, elliptiques ou oblongues mesurent 2 à 8 cm de long et de 0,8 à 1,4 cm de large. Elles sont couvertes de poils quand elles sont jeunes et deviennent lisses à maturité. Les fleurs sont roses et ont cinq pétales.
Il pousse de la région du lac Conjola en Nouvelle Galles du Sud jusqu'au long de la côte de l'île Fraser au Queensland, dans les landes sèches ou les forêts sclérophylles.
Il a d'abord été cultivé en Angleterre en 1824. Il s'adapte assez facilement dans les jardins, tant qu'il a un sol bien drainé et à mi-ombre ou plein soleil. Il peut être multiplié par bouturage.
- (en) Cet article est partiellement ou en totalité issu de l’article de Wikipédia en anglais intitulé « Eriostemon australasius » (voir la liste des auteurs).